# Phaeophilacris angustipennis
Phaeophilacris angustipennis är en insektsart som beskrevs av Lucien Chopard 1934. Phaeophilacris angustipennis ingår i släktet Phaeophilacris och familjen syrsor. Inga underarter finns listade i Catalogue of Life.